# Epirhyssa nigra
Epirhyssa nigra là một loài tò vò trong họ Ichneumonidae.